# Хламидия Фелис
Хлами́дия Фе́лис (Chlamydia felis ранее Chlamydophila felis , а до этого Chlamydia psittaci) — грамотрицательная бактерия, облигатный внутриклеточный паразит кошек.
Наиболее распространенные признаки хламидиоза у кошек поражают глаза или верхние дыхательные пути (нос или горло), и только в запущенной фазе инфекция распространяется на легкие. Сообщалось также, что эти бактерии инфицируют половые пути и суставы.

## Описание
Хламидия Фелис типична для рода Хламидии, представляет собой грамотрицательную палочковидную кокковидную бактерию; её клеточная стенка лишена пептидогликана. Будучи облигатным внутриклеточным паразитом, он не способен к автономной репликации.
Между геномами различных видов Хламидия существует обширная гомология нуклеотидных последовательностей. Мембрана содержит важные семейства белков: основные белки внешней мембраны (ОБВМ) и полиморфные белки внешней мембраны (ПБВМ). Организм прикрепляется к рецепторам сиаловой кислоты клеток. Он имеет уникальный образец репликации внутри клеток, включающий ретикулярные тельца и элементарные тельца. Последние представляют собой инфекционные формы микроорганизма, которые высвобождаются после лизиса клеток. Некоторые изоляты хламидия фелис, по-видимому, содержат плазмиды, и это может быть связано с их патогенной способностью.

## Эпидемиология
Поскольку Хламидия Фелис имеет низкую жизнеспособность вне хозяина, для передачи требуется тесный контакт между кошками. Передача глазных выделений, вероятно, является основным путем заражения. Инфекция наиболее распространена в среде с несколькими кошками, особенно в племенных питомниках, поэтому распространенность может быть выше среди породистых животных. Однако другие исследования выявили высокую распространенность Хламидия Фелис среди бездомных кошек, в том числе с конъюнктивитом. Исследование кошек в Словакии показало, что риск заражения C. felis инфекцией был значительно выше у кошек с конъюнктивитом и/или признаками поражения верхних дыхательных путей (30,4 % положительных результатов ПЦР), чем у здоровых кошек (4,2 %); кроме того, кошки из приютов (31 % положительных результатов ПЦР) и уличные бездомные кошки (35,7 %) подвергались значительно большему риску заражения, чем домашние кошки (0 %). Большинство случаев встречается у молодых особей в возрасте до одного года. Хламидия Фелис является инфекционным микроорганизмом, наиболее часто вызывающим конъюнктивит у кошек, и выделяется у 30 % пораженных животных, особенно у кошек с хроническим конъюнктивитом, и ассоциируется с более тяжелым заболеванием глаз и конъюнктивитом. Серологические исследования показали, что более 10 % не вакцинированные домашних животных имеют антитела. Исследования с помощью ПЦР у кошек с признаками заболевания глаз или верхних дыхательных путей показали распространенность от 12 до 20 %. Распространенность у здоровых кошек низкая, по данным ПЦР некоторые исследования показывают менее 2-3 % у кошек без клинических признаков.

## Иммунитет

### Пассивный иммунитет
У инфицированных кошек вырабатываются антитела, и котята, по-видимому, изначально защищены в течение первых одного или двух месяцев жизни материнскими антителами.

### Активный иммунитет
Природа защитных иммунных реакций на хламидийную инфекцию неясна. Однако считается, что клеточные иммунные реакции играют решающую роль в защите ОБВМ и ПБВМ являются важными мишенями для защитных иммунных реакций у других видов, как было показано, существуют у кошек.

## Клинические признаки
Сначала может наблюдаться одностороннее заболевание глаз, но обычно оно прогрессирует и становится двусторонним. Может быть выраженный конъюнктивит с выраженной гиперемией мигательной перепонки, блефароспазмом и глазным дискомфортом. Выделения из глаз сначала водянистые, но позже становятся слизистыми или слизисто-гнойными. Хемоз конъюнктивы — характерный признак хламидиоза. Респираторные признаки обычно минимальны при хламидийной инфекции. У кошек с респираторными заболеваниями, но без сопутствующих глазных симптомов, C. felis заражение маловероятно. Могут возникнуть глазные осложнения, такие как спайки конъюнктивы, но кератит и язвы роговицы обычно не связаны с инфекцией. Вскоре после заражения могут возникнуть кратковременная лихорадка, отсутствие аппетита и потеря веса, хотя большинство кошек чувствуют себя хорошо и продолжают есть.

## Диагностика

### Методы прямого обнаружения
Инфекцию можно идентифицировать с помощью посева, но методы ПЦР в настоящее время являются предпочтительным вариантом для диагностики хламидийной инфекции. Такие методы чрезвычайно чувствительны и позволяют избежать проблем с плохой жизнеспособностью организмов. В качестве образцов обычно используются глазные мазки, хотя недавнее исследование не обнаружило существенной разницы в способности обнаруживать C. felis. с помощью ПЦР из глазных мазков, ротоглотки, носа и языка, что позволяет использовать другие места для взятия проб. Кроме того, микроорганизмы также могут быть обнаружены в вагинальных мазках, абортированных плодах и ректальных мазках, хотя они редко используются в диагностических целях. Поскольку микроорганизм является внутриклеточным, необходимо получить мазки хорошего качества, включающие клетки. Было показано, что местный анестетик проксиметакаин, по-видимому, не влияет на ПЦР-амплификацию ДНК хламидий из глазных мазков.
Другие методы диагностики менее чувствительны и менее надежны, чем ПЦР. Доступны тесты на хламидийный антиген, основанные на выявлении группоспецифического антигена с использованием иммуноферментный анализ или аналогичных методов. Кроме того, конъюнктивальные мазки могут быть окрашены по Романовскому — Гимзе для выявления включений, но хламидийные включения легко спутать с другими базофильными включениями.

### Косвенные методы обнаружения
У невакцинированных кошек обнаружение антител может подтвердить диагноз инфекции  C. felis . Методы иммунофлуоресценции и ИФА используются для определения титров антител. Возникает некоторая перекрестная реактивность с другими бактериями, и низкие титры IF (≤32) обычно считаются отрицательными. Установленные активные или недавние инфекции связаны с высокими титрами, часто ≥512. Серология может быть особенно полезна для установления того, является ли инфекция эндемичной в группе. Это также может быть полезно при расследовании случаев с хроническими глазными симптомами. Высокий титр предполагает, что хламидии могут быть этиологическим фактором, в то время как низкий титр исключает вероятное участие хламидий.

## Лечение
Инфекции у кошек можно очень эффективно лечить антибиотиками. Системные антибиотики более эффективны, чем местное лечение. Тетрациклины обычно считаются антибиотиками выбора при хламидийных инфекциях. Доксициклин имеет то преимущество, что требуется только однократная суточная доза, и чаще всего его применяют в суточной дозе 10 мг/кг перорально, хотя можно использовать 5 мг/кг перорально два раза в день, если рвота возникает при однократном приеме. Введение гиклатного препарата доксициклина всегда должно сопровождаться едой или водой из-за возможности вызвать эзофагит у кошек с неполным глотанием. Применение показало, что лечение необходимо продолжать в течение 4 недель, чтобы обеспечить элиминацию организма. У некоторых кошек, рецидив может быть отмечен через некоторое время после прекращения терапии. Рекомендуется продолжение лечения в течение двух недель после исчезновения симптоматики. Тетрациклины имеют потенциальные побочные эффекты у молодых кошек, хотя они менее распространены при приеме доксициклина, чем при приеме окситетрациклина. Альтернативные антибиотики могут быть рассмотрены, если это вызывает беспокойство. Энрофлоксацин и прадофлоксацин продемонстрировали некоторую эффективность против хламидиозов, хотя прадофлоксацин предпочтительнее энрофлоксацина ввиду диффузной дегенерации сетчатки и острой слепоты, о которых сообщалось после лечения энрофлоксацином у кошек, хотя и крайне редко. 4-недельный курс терапии амоксициллином, усиленным клавулановой кислотой, может представлять собой наиболее безопасную альтернативу доксициклину у молодых котят.

## Вакцинация
Вакцинация от Хламидия Фелис не являются основным видом профилактики. Доступны как инактивированные, так и модифицированные живые (аттенуированные) вакцины на основе цельных хламидийных организмов, но только в виде компонентов поливалентных вакцинных препаратов. Вакцины эффективны для защиты от клинических проявлений болезни, но не от возникновения инфекции. Нет надежных данных для сравнения эффективности инактивированных и модифицированных живых вакцин.
Вакцинация должна быть показана для животных с риском заражения, особенно в условиях содержания нескольких кошек, и если в анамнезе ранее была инфекция Хламидия.
Вакцинация котят обычно начинается в возрасте 8-9 недель, а вторая инъекция проводится через 3-4 недели, примерно в возрасте 12 недель. Доступна ограниченная информация о продолжительности иммунитета. Есть некоторые свидетельства того, что ранее инфицированные кошки могут стать уязвимыми для повторного заражения через год или более. Ежегодные ревакцинации рекомендуются кошкам, которые подвергаются постоянному риску заражения инфекцией.